# 志賀正典
志賀 正典（しが まさのり、1932年4月13日 - ）は、日本の経営者、銀行家。神奈川銀行頭取を務めた。埼玉県出身。

## 経歴・人物
1956年に東京大学法学部を卒業し、同年に大蔵省に入省。理財局に配属。1981年6月に青森県副知事に就任し、1985年6月に住宅・都市整備公団理事、1988年6月に関東財務局長を経て、1989年6月に神奈川銀行頭取に就任。2000年6月から会長を務めた。